# Урнинг
Урнинг (нем. Urning) — термин XIX века, использовавшийся для обозначения гомосексуальных мужчин. Термин был предложен на немецком языке  писателем и активистом Карлом Генрихом Ульрихсом в серии брошюр, собранных под названием «Исследование загадки любви между мужчинами». Ульрихс вывел термин «урнинг» из имени греческой богини Афродиты Урания, которая олицетворяет эротическое влечение между мужчинами.
В английском языке получило распространение эквивалентное слово uranian, которое использовалось такими мыслителями как Эдвард Карпентер, Джон Аддингтон Саймондс и другими. Англоязычный термин был принят группой поэтов поздней викторианской эпохи, воспевавших гомоэротизм, которые стали известны как «уранианские».

## Этимология

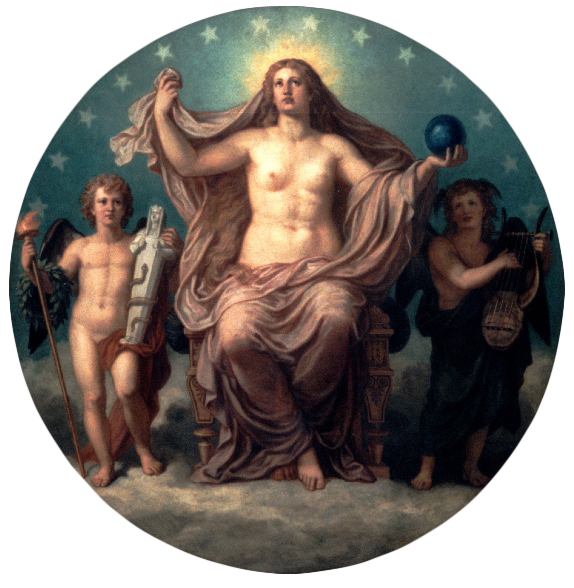
Афродита Урания, худ. Кристиан Грипенкерль

Происхождение слова «урнинг» связано с древнегреческим произведением Платона «Пир», в котором Павсаний описывает две богини любви: «небесную» Афродиту Уранию, которая родилась без участия женщины, и «земную» Афродиту Пандемос, дочь Зевса и Дионы. Платон считал Афродиту Уранию покровительницей однополой любви, а Афродиту Пандемос — покровительницей любви мужчин к женщинам. В серии памфлетов, которые начали публиковаться в 1864 году, Карл Генрих Ульрихс назвал мужчин, которые любят мужчин, «урнингами» (urning), а мужчин, которые любят женщин —  «дионингами» (dioning). Женщин, которые любят женщин, Ульрихс назвал «урниндами»(urninde).

## Теория Ульрихса
Карл Генрих Ульрихс считал, что «урнинги» представляют собой третий пол, отличный от мужского и женского полов. В своих эссе, собранных под названием «Исследования загадки любви между мужчинами» (Forschungen über das Rätsel der mannmännlichen Liebe), он описал такую любовь, используя рифмованное двустишье на латинском языке, что позднее было выражено более лаконично фразой: anima muliebris virili corpore inclusa («женская душа, заключённая в мужском теле»).
Некоторые современные авторы усматривают в классификации Ульрихса обозначения транс-женщин и транс-мужчин. Однако, в XIX веке не было понятий сексуальной ориентации и гендерной идентичности и не было различения гомосексуальных и трансгендерных людей. Воспринимая влечение к мужчинам как «женское», Ульрихс представлял гомосексуального мужчину как человека с телом мужчины и душой женщины, некий вид психологического гермафродита. Аналогичным образом он рассуждал о женской гомосексуальности. Обоснование своей теории Ульрихс нашёл в эмбриологии, связав индифферентный период развития эмбриона с двойственным потенциалом и возможностью разного развития половых органов и влечений. Подтверждение Ульрихс видел в биологическом гермафродитизме (в современной терминологии применительно к людям это интерсексуальность), который он рассматривал аналогично гомосексуальности. Позднее Ульрихс написал в одном из писем: «Половой дуализм, который присутствует в зародыше каждого человеческого существа без исключения, выражен у гермафродитов и урнингов в большей степени, чем у обычных мужчин и женщин. У урнинга он выражен иначе, чем у гермафродита».

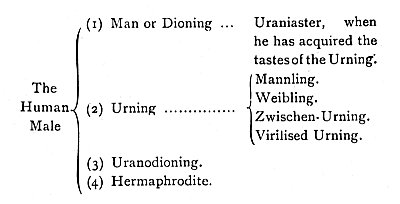
Классификация мужской сексуальности по Ульрихсу (англоязычная версия из книги Д. А. Саймондса 1891 года «Проблема современной этики»)

 Ульрихс построил теорию, в которой были описаны будущие сексуальные идентичности. Кроме того, что гомосексуальных мужчин он назвал «урнингами», а гетеросексуальных — «дионингами», бисексуальных мужчин он именовал — «уранодионингами» и аналогичную терминологию применял к женщинам. Также классификация содержала маскулинный (mannlinge) и феминный  (weiblinge) типы «урнингов», тех, кого привлекают юноши (zwischen-urning), «урнингов», которые живут как гетеросексуалы (virilisierte urning), а также гетеросексуалов, которые совершают однополые действия (uraniaster или uranisierter Mann) в определённых ситуациях (например, в тюрьмах или военной среде). Ульрихс считал гомосексуальные влечения «урнингов» врождёнными, а «ураническую» любовь естественной формой сексуального выражения, которая не должна ни стигматизироваться, ни криминализоваться.
Терминология Ульрихса не прижилась в научной литературе. 6 мая 1868 года  писатель Карл Мария Кертбени в переписке с Уильрихсом использовал термины «гомосексуал» и «гетеросексуал». Это первое известное использование терминов, которые стали общепринятыми. Идеи Ульрихса о «третьем поле» были восприняты сексологом Магнусом Хиршфельдом, который выступал против патологизации гомосексуальности. Теорию Ульрихса о врождённой гомосексуальности («уранизме») принимали некоторые мыслители, такие как Марк Андре Раффалович, Эдуард Карпентер, Джон Аддингтон Саймондс и другие, которые использовали это как аргумент в пользу естественности гомосексуальности. В то же время психиатр Рихард фон Крафт-Эбинг и другие врачи применили его представление о биологизме гомосексуальности в теориях о патологии.

## Термин в разных языках
В английском языке используется слово uranian, которое соответствует немецкому urning. Использование англоязычного термина как эквивалента термину Ульрихса связано с работами Джона Аддингтона Саймондса, который читал его эссе и встречался с ним. Так, в работе «Проблема греческой этики» (A Problem in Greek Ethics) Саймондс вслед за Ульрихсом сослался на произведение Платона «Пир», поясняя, что однополая любовь может быть названа «уранианской». Эта тема затронута и в другой работе Саймондса — «Проблемы современной этики» (A Problem in Modern Ethics), где Саймондс назвал Ульрихса первым исследователем, который предложил «серьезное и сочувственное отношение» к теме «сексуальной инверсии». Выражение «уранианская любовь» было упомянуто в приложении к известной работе Хэвлока Эллиса, написанной в соавторстве с Саймондсом, «Сексуальная инверсия».
Термин uranian был принят некоторыми английскими и американскими поэтами конца XIX и начала XX века, которые увлекались античной классикой и хотели использовать её для обсуждения гомосексуальной любви, причём в специфическом смысле — любви педерастической. Они писали стихи гомоэротической направленности, посвящённые юношам-подросткам. Любовь, запечатлённая в этой поэзии, была сдержанно-платонической: в меньшей мере эротической, нежели идеализированной. В 1970 году вышло исследование Тимоти Д'Арчи Смита об этих поэтах, где он назвал их «уранианскими»: «Любовь всерьёз: некоторые заметки о жизни и творчестве английских „уранианских“ поэтов с 1889 по 1930 годы» (Love in earnest: Some notes on the lives and writings of English 'Uranian' poets from 1889 to 1930).
Эквиваленты терминов «урнинг» и «уранианство» использовались в сексологической литературе на французском языке. В 1896 году на французском языке вышла монография Марка Андре Раффаловича «Уранизм и унисексуальность: изучение различных проявлений полового инстинкта» (Uranisme et unisexualité: étude sur differentes manifestations de l'instinct sexuel), где в противоположность целомудренной любви осуждалось сексуальное распутство однополой любви низшего типа, примером чего автор считал Оскара Уайльда.